# 12577 Samra
12577 Samra è un asteroide della fascia principale. Scoperto nel 1999, presenta un'orbita caratterizzata da un semiasse maggiore pari a 2,7426535 UA e da un'eccentricità di 0,0950276, inclinata di 4,41525° rispetto all'eclittica.